# Władysław Jaxa-Rożen

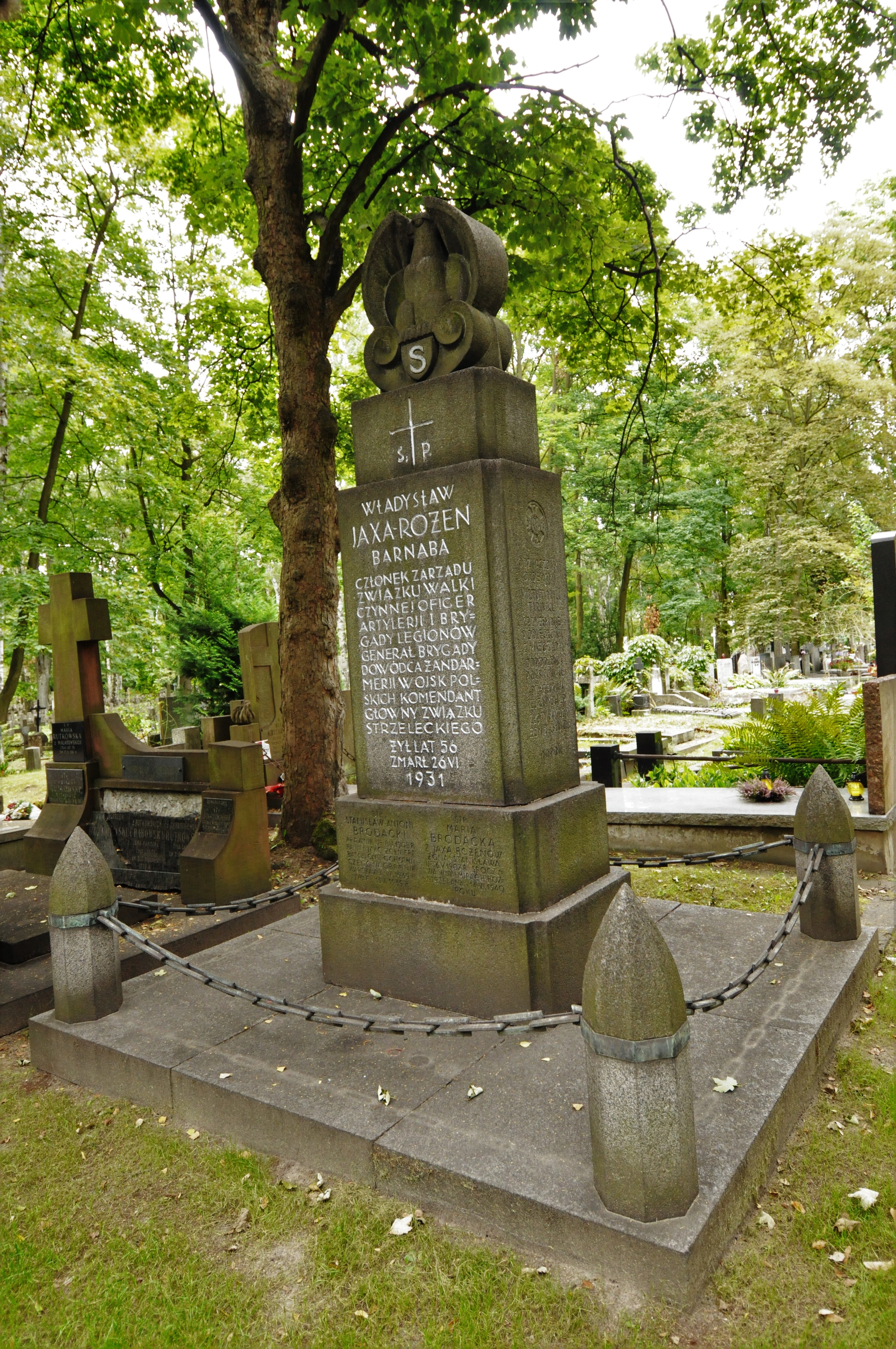
Grób Władysława Jaxy-Rożna na Cmentarzu Wojskowym na Powązkach w Warszawie

Władysław Jaxa-Rożen, ps. „(Towarzysz) Barnaba”, „Harczenko” (ur. 29 marca 1875 w Krzyżopolu, zm. 24 czerwca 1931 w Warszawie) – polski inżynier rolnik oraz generał brygady Wojska Polskiego, uczestnik walk o niepodległość Polski w I wojnie światowej, a także wojny polsko-ukraińskiej i polsko-bolszewickiej, komendant Związku Strzeleckiego, kawaler Orderu Virtuti Militari.

## Życiorys

### Służba w rosyjskiej armii i działalność niepodległościowa
W latach 1884–1887 uczęszczał do gimnazjum w Ananijowsku, a w latach 1887–1893 uczył się w Nowgorodzkim Korpusie Kadetów grafa Arakczejewa w Niżnym Nowgorodzie. W latach 1893–1895 był junkrem 3 Aleksandryjskiej Szkoły Wojskowej w Moskwie. W latach 1895–1899 jako podporucznik służył w 4 Moździerzowym pułku artylerii polowej.
W 1899 został urlopowany i rozpoczął studia w Warszawskim Instytucie Politechnicznym Mikołaja II jako wolny słuchacz. W 1900 zwolniony do rezerwy, przeniósł się do Lwowa, gdzie kontynuował studia w Szkole Politechnicznej. W 1901 po ukończeniu trzech semestrów przerwał studia i powrócił do Warszawy.
W tym samym roku wstąpił do Polskiej Partii Socjalistycznej i rozpoczął pracę konspiracyjną pod pseudonimem „Harczenko”. Pracował w tajnej drukarni i kolportował bibułę partyjną. 19 sierpnia 1904 otrzymał powołanie do 3 pułku artylerii oblężniczej w Kijowie. Nie chcąc uczestniczyć w wojnie z Japonią, zdezerterował do Galicji. W 1905 w Krakowie został członkiem Organizacji Bojowej PPS oraz wykładowcą w szkołach bojowych. Występował pod pseudonimem „(Towarzysz) Barnaba”. W następnym roku wstąpił do Frakcji Rewolucyjnej PPS. W 1907 wyjechał do Lwowa, gdzie kontynuował studia w Akademii Rolniczej w Dublanach. W 1908 współtworzył Związek Walki Czynnej. Został członkiem Rady Głównej ZWC i Wydziału Związku. W 1910 skończył studia i uzyskał tytuł inżyniera oraz został członkiem Związku Strzeleckiego. 7 sierpnia 1914 objął kierownictwo ZS we Lwowie.

### Służba w Legionach Polskich
7 sierpnia 1914, po zajęciu miasta przez Rosjan, udał się do Krakowa i wstąpił do Legionów Polskich. W koszarach zlokalizowanych w Przegorzałach objął dowództwo nad organizującą się 4 baterią II dywizjonu artylerii. Na początku października wraz z całym dywizjonem przeniósł się do Borzęcina. 19 października na czele swojej baterii wyruszył na front gdzie dołączył do I Brygady Legionów. Uczestniczył w walkach brygady na Podhalu, pod Krzywopłotami (17–18 listopada), Marcinkowicami (6 grudnia) i Pisarzową (7 grudnia). Po tej walce wraz z baterią przeszedł na odpoczynek do Zaskału, a następnie Osieka. Tam pozostawał do maja 1915. W tym czasie szkolił swój pododdział i przezbroił w nowe armaty. 18–19 maja uczestniczył w bitwie pod Konarami, a 4–8 sierpnia pod Kamionką koło Ożarowa. We wrześniu, w czasie koncentracji Legionów na Wołyniu, objął dowództwo II dywizjonu artylerii, w którego skład weszły baterie 4 i 5. W kwietniu 1916 zachorował i przebywał na leczeniu w Lublinie i Karlsbadzie. Od 20 czerwca do 31 grudnia 1916 dowodził kadrą artylerii w Kozienicach, a od 1 stycznia do 1 czerwca 1917 I dywizjonem artylerii. W lipcu ponownie objął dowództwo II dywizjonu artylerii. Po odmowie złożenia przysięgi został zwolniony z Legionów i powrócił do Lwowa, gdzie podjął pracę w Galicyjskim Towarzystwie Gospodarczym.

### Służba w Wojsku Polskim
Od 1 listopada 1918 po wybuchu wojny polsko-ukraińskiej uczestniczył w walkach o Lwów, chwilowo pełniąc obowiązki komendanta naczelnego, a następnie dowodząc załogą Szkoły Konarskiego i kadrą piechoty. 2 grudnia został awansowany do stopnia majora i mianowany dowódcą artylerii Okręgu Wojskowego Przemyśl. Organizował 3 pułk artylerii polowej w Jarosławiu i 11 pułk artylerii polowej w Przemyślu. 22 stycznia 1919 objął dowództwo 3 pułku artylerii polowej. 15 maja był przydzielony do dowódcy X Brygady Artylerii. 25 maja 1919 został przyjęty do Wojska Polskiego z dniem 1 listopada 1918 z zatwierdzeniem posiadanego stopnia podpułkownika i mianowany dowódcą 3 pap. 10 sierpnia objął dowództwo 4 pułku artylerii polowej. 4 grudnia został zastępcą szefa Kierownictwa Organizacji Żandarmerii. 20 lutego 1920 wyznaczony został na stanowisko zastępcy dowódcy Żandarmerii Wojskowej, a po reorganizacji zastępcy Inspektora Żandarmerii Wojskowej Ministerstwa Spraw Wojskowych. 16 lutego 1921 został dowódcą Żandarmerii Wojskowej w Warszawie. 22 sierpnia 1921 otrzymał nominację na szefa Wydziału 2 Żandarmerii Departamentu I Piechoty MSWojsk. 1 lipca 1922 został komendantem głównym Baonów Celnych, a 1 września 1922, po przemianowaniu formacji – komendantem głównym Straży Granicznej. Z tego ostatniego stanowiska odwołany z dniem 30 czerwca 1923 i ponownie wyznaczony na stanowisko szefa Wydziału 2 Żandarmerii Departamentu Piechoty MSWojsk. Od 19 września 1926 do 19 marca 1929 był komendantem garnizonu i placu Miasta Stołecznego Warszawy.
16 marca 1927 Prezydent RP Ignacy Mościcki na wniosek Ministra Spraw Wojskowych, Pierwszego Marszałka Polski Józefa Piłsudskiego, awansował go do stopnia generała brygady ze starszeństwem z dniem 1 stycznia 1927 i 2. lokatą w korpusie generałów.
Od 26 marca 1929 do śmierci był komendantem Związku Strzeleckiego. 1 kwietnia 1930 został przeniesiony do dyspozycji Ministra Spraw Wojskowych. Zmarł 24 czerwca 1931 w Warszawie. Spoczął w alei głównej Cmentarza Wojskowego na Powązkach w Warszawie (kwatera A15-5-1/2).

### Rodzina
- Ojciec Władysława, Witold Jaxa-Rożen, był sztabskapitanem armii rosyjskiej, zdymisjonowanym i skazanym na karę śmierci za okazywanie pomocy powstańcom styczniowym. Ułaskawiony przez cara Aleksandra II, został osadzony w twierdzy w Benderach.
- Matka, Maria z Matuszewskich, była córką Stanisława Matuszewskiego, członka Rządu Narodowego. Po śmierci Witolda wyszła za Szymona Kossobudzkiego.
- Siostra, Ludmiła, działaczka PPS, była pierwszą żoną Stanisława Grabskiego.
- Władysław Jaxa-Rożen był żonaty z Wiktorią z Kossobudzkich (1905), działaczką partyjną. Miał z nią troje dzieci:

• Stanisława (1906–1985, płk. saperów, w kampanii wrześniowej 1939 w stopniu kapitana, dowódca kompanii przeprawowej Batalionu Saperów Warszawskiej Brygady Pancerno-Motorowej)
• Marię (ur. 20 sierpnia 1907, działaczka PLAN-u, rozstrzelana 14 czerwca 1940 w Palmirach)
• Bohdana (ur. 19 lutego 1915, student Wydziału Prawa UW, redaktor i wydawca pisma „Orka na Ugorze”, utonął w Dunajcu w czasie spływu kajakowego)

## Awanse
- Podporucznik – 8 sierpnia 1895
- Porucznik – 1898
- Porucznik – 29 września 1914
- Kapitan – 15 maja 1915 (1 lokata na liście starszeństwa oficerów Legionów Polskich z dnia 12 kwietnia 1917)
- Major – 2 grudnia 1918
- Podpułkownik – 1919
- Pułkownik – 11 czerwca 1920 zatwierdzony z dniem 1 kwietnia 1920, w artylerii, w grupie oficerów byłych Legionów Polskich[12], 3 maja 1922 zweryfikowany ze starszeństwem z dniem 1 czerwca 1919 i 1. lokatą w korpusie oficerów żandarmerii[13]
- Generał brygady – 16 marca 1927 ze starszeństwem z dniem 1 stycznia 1927 i 2. lokatą w korpusie generałów[14]

## Ordery i odznaczenia
- Krzyż Srebrny Orderu Wojskowego Virtuti Militari nr 7533 – 17 maja 1922[15][16][17][1]
- Krzyż Komandorski Orderu Odrodzenia Polski – 10 listopada 1927[18][19][1]
- Krzyż Niepodległości z Mieczami – 20 stycznia 1931[20][21][22]
- Krzyż Walecznych dwukrotnie[1]
- Złoty Krzyż Zasługi – 19 marca 1931[23]
- Medal Pamiątkowy za Wojnę 1918–1921
- Medal Dziesięciolecia Odzyskanej Niepodległości
- Odznaka „Za wierną służbę”
- Order Krzyża Orła II klasy (Estonia, 1930)[24][25]
- Order Przywódcy (Sardar-i-A'ala) (Afganistan)